# Paphiopedilum sangii
Paphiopedilum sangii — вид квіткових рослин родини орхідних (Orchidaceae).

## Поширення
Ендемік Індонезії. Поширений лише у гірських лісах на півночі острова Сулавесі. Дуже рідкісний.

## Опис
Розетка має 4-5 рябих листка, завдовжки до 28 см і завширшки 5-6 см. Квітконос прямий, коричнево-пурпурового забарвлення, заввишки до 30 см, несе одну квітку завширшки 4-6 см та заввишки 7-9 см.